# Makularni edem
Makularni edem nastaje kad se tekućina i proteinski depoziti nakupe na ili ispod makule (žute pjege mrežnice), uzrokujući zadebljanje i edem (oteknuće) tog dijela mrežnice. Oteklina može iskriviti središnji vid osobe, i to zato što je makula u središnjem dijelu mrežnice, i zato odgovorna za stvaranje središnjeg vida. Makula sadrži gusto složene čunjiće koji daju oštar, jasan središnji vid, što omogućuje osobi vidjeti oblik, boju i detalje koji se nalaze u sredini vidnog polja. 
Makularni edem je ponekad komplikacija operacije katarakte koja se pojavljuje nekoliko dana ili tjedana nakon operacije, ali se većina takvih slučajeva može uspješno liječiti kapima kortikosteroida ili nesteroidnih antireumatika.
Cistoidni edem makule je vrsta makularnog edema zbog kojega se u makuli formiraju cistične tvorbe. 